# Miss Brasil 2016
Miss Brasil 2016 fue la 62.ª edición del  concurso Miss Brasil, cuya final se llevó a cabo el sábado 1 de octubre de 2016 en el Citibank Hall de la ciudad de São Paulo, Brasil. 26 candidatas de diversos estados y el Distrito Federal del país compitieron por el título. Al final del evento, Marthina Brandt, Miss Brasil 2015 de Rio Grande do Sul, coronó a Ráissa Santana de Paraná como su sucesora. La ganadora representó a Brasil en el Miss Universo 2016.
El  evento fue transmitido en vivo y directo para toda Brasil por Band. El evento estuvo conducido por Cássio Reis y Danielle Suziki. Esta Edición del Concurso será muy recordada debido a la participación de seis(6) candidatas negras.

## Resultados
| Resultado               | Estado y Candidata |
| ----------------------- | --- |
| Miss Brasil 2016        | Paraná - Raíssa Santana |
| 1ª. Finalista           | Rio Grande do Norte - Danielle Marion |
| 2ª. Finalista           | Maranhão - Deise D'anne |
| Finalistas (Top 5)      | Alagoas – Gabriele Marinho Ceará - Morgana Carlos                                                                                           |
| Finalistas (Top 10)     | Goiás - Mônica França Minas Gerais - Paloma Marques Rio Grande do Sul - Letícia Borghetti São Paulo - Sabrina Paiva Sergipe - Carol Valença |
| Semifinalistas (Top 15) | Amazonas - Brena Dianná Bahia - Victória Esteves Espírito Santo - Beatriz Leite Mato Grosso - Taiany Zimpel Pernambuco - Tallita Martins    |